# Marine Biological Laboratory
Das Marine Biological Laboratory (MBL, de: Meeresbiologisches Laboratorium) ist ein berühmtes Forschungsinstitut in Woods Hole, Massachusetts. Es ist nicht verbunden mit der ebenfalls in Woods Hole befindlichen Woods Hole Oceanographic Institution. Es ist das älteste private Forschungsinstitut in den USA.

## Geschichte
Die Geschichte der MBL basiert auf der Gründung des Fischereibüros des US-Handelsministeriums 1871. Spencer Fullerton Baird war der erste US-Fischkommissar und richtete 1885 eine ständige Forschungsstation für die Fischkommission in Woods Hole ein. Baird wollte ein großes biologisches Forschungszentrum in Woods Hole errichten und kontaktierte seinen Freund, den Kurator der Boston Society of Natural History, Alpheus Hyatt, der in Annisquam, Massachusetts, ein Sommerlabor für biologische Forschung und eine Schule leitete. Diese Schule bildete Biologielehrer sowie Wissenschaftler aus, darunter Thomas Hunt Morgan, der später am MBL forschte.
1887 ernannte die Woman’s Education Association ein aus zwölf Mitgliedern bestehendes Komitee, um Pläne für die Organisation eines permanenten Labors am Meer zu erstellen, das das Annisquam Laboratory ersetzen und Forschung und Unterricht kombinieren sollte. Das Komitee wurde nicht nur vom Annisquam-Labor inspiriert, sondern auch von der Sommerschule für Naturgeschichte des Harvard-Biologen Louis Agassiz auf Penikese Island vor der Küste von Woods Hole.

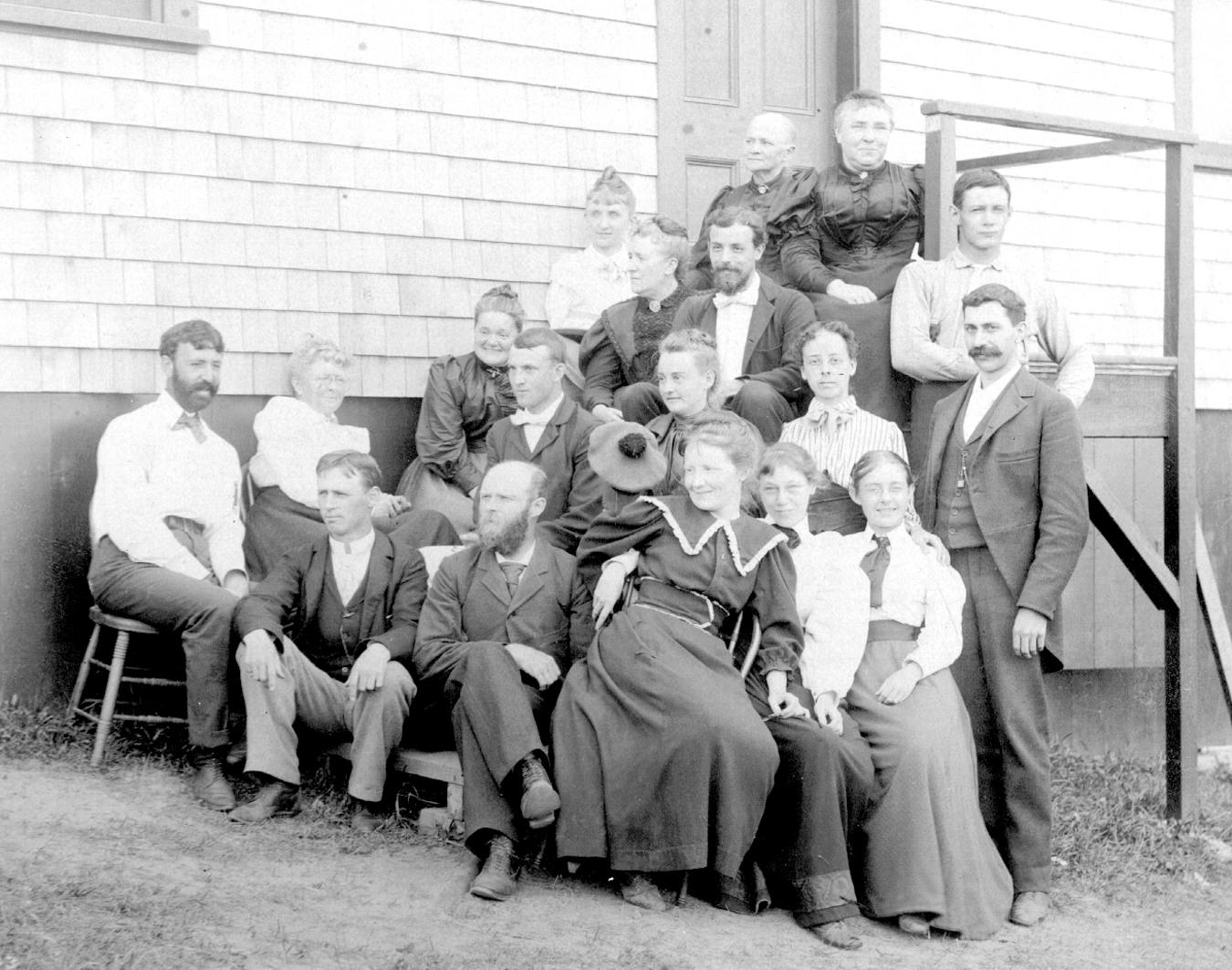
Botanik-Kurs am Marine Biological Laboratory, 1894

Botanik-Klasse am Marine Biological Laboratory, 1895

Am 20. März 1888 wurde das MBL gegründet und die Philanthropin Susan Minns war eine Unterzeichnerin des Gründungsgesetzes. Die Women’s Education Association in Boston finanziert das MBL und Minns wurde zum Mitglied des ersten Kuratoriums ernannt. Sie war von 1890 bis 1899 aktiv an der Beschaffung von Spenden beteiligt und fungierte als Treuhänderin.
Das Laboratorium war in den ersten Jahrzehnten eine reine Sommerinstitution. In seinem Eröffnungsjahr studierten 17 Studenten, vier Jahre  später bereits 110. Insbesondere waren Frauen von Beginn an vertreten, 1888 waren fast die Hälfte der Studenten und Wissenschaftler Frauen.

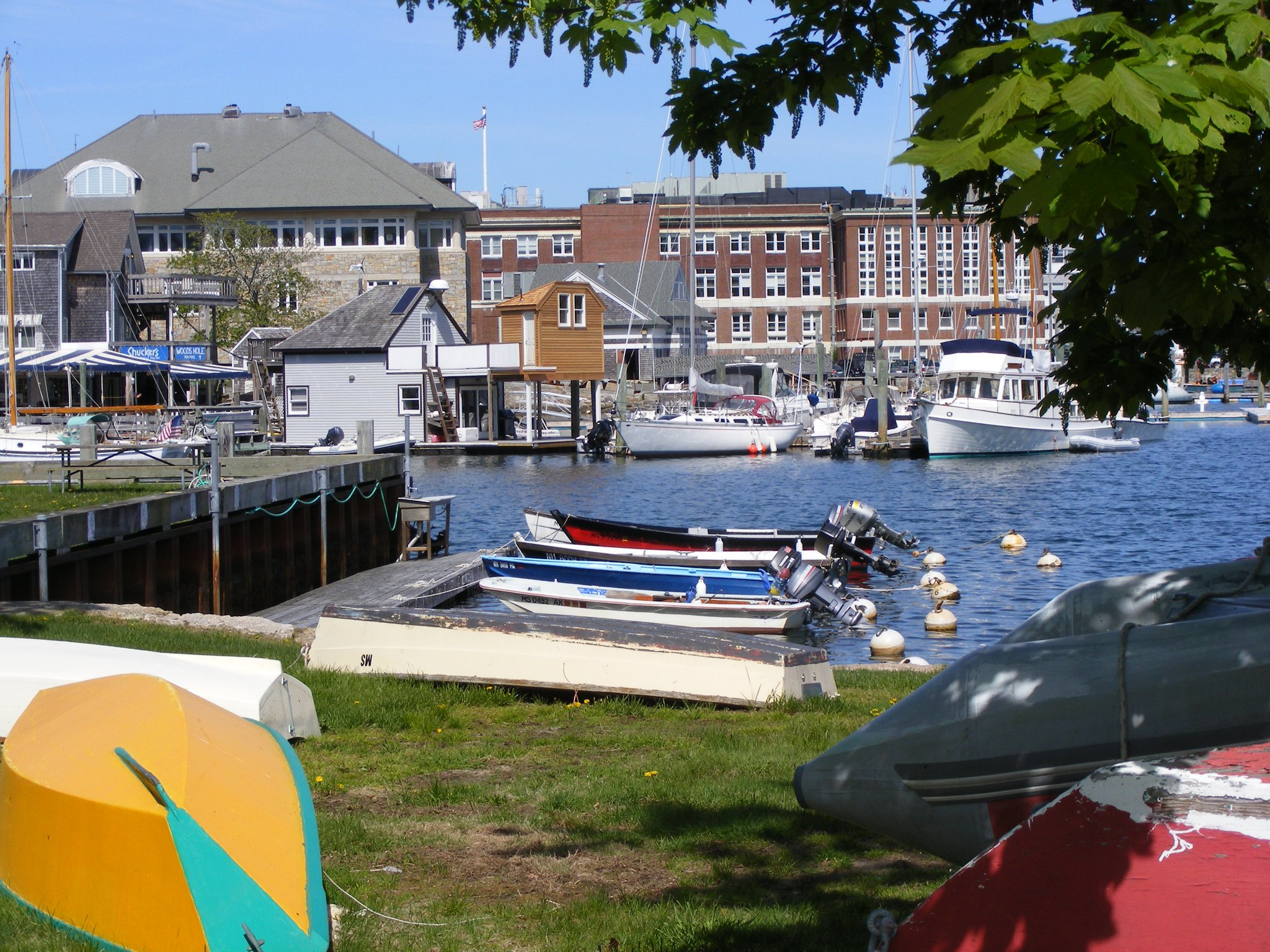
Marine Biological Laboratory, 2011

2003 haben das Marine Biological Laboratory und die University of Chicago eine Partnerschaft geschlossen.  Die Zugehörigkeit baut auf gemeinsamen Werten und historischen Bindungen zwischen beiden Institutionen auf.
Charles Otis Whitman, später Leiter der Zoologischen Abteilung der Universität, war der angesehene Gründungsdirektor des MBL (1888–1907). Frank Rattray Lillie, ebenfalls Professor und späterer Vorsitzender der Zoologischen Abteilung war bis 1925 der zweite Direktor des MBL. Seit 1888 sind mehr als 400 Fakultäten, Studenten oder Alumni der University of Chicago an die MBL gekommen, um dort zu forschen oder an den  Sommerkursen teilzunehmen.